# Laisu
Laisu (kinesiska: 来苏) är en köping i sydvästra Kina. Den ligger i stadsdistriktet Yongchuan i storstadsområdet Chongqing, omkring 84 kilometer sydväst om det centrala stadsdistriktet Yuzhong. Antalet invånare är 41 361. Befolkningen består av 20 926 kvinnor och 20 435 män. Barn under 15 år utgör 19,0 %, vuxna 15-64 år 65 %, och äldre över 65 år 14,0 %.